# Liste der Gemarkungen im Schwarzwald-Baar-Kreis
Die Liste der Gemarkungen im Schwarzwald-Baar-Kreis umfasst die aktuellen Gemarkungen im baden-württembergischen Schwarzwald-Baar-Kreis nach den Angaben des Landesamtes für Geoinformation und Landentwicklung.
| Nr.    | Gemarkung                  | AGS      | Gemeinde                   | Fläche ha | Bevölkerung Zensus 2011-05-09 | WGS84                       |
| ------ | -------------------------- | -------- | -------------------------- | --------- | ----------------------------- | --------------------------- |
| 085970 | Schonach                   | 08326055 | Schonach im Schwarzwald    | 3667,87   | 4090                          | 48° 8′ 55″ N, 8° 10′ 50″ O  |
| 085980 | Triberg                    | 08326060 | Triberg im Schwarzwald     | 466,28    | 3376                          | 48° 7′ 52″ N, 8° 13′ 54″ O  |
| 085981 | Gremmelsbach               | 08326060 | Triberg im Schwarzwald     | 1343,74   | 460                           | 48° 9′ 42″ N, 8° 15′ 32″ O  |
| 085982 | Nußbach                    | 08326060 | Triberg im Schwarzwald     | 1520,4    | 943                           | 48° 7′ 25″ N, 8° 15′ 58″ O  |
| 085990 | Schönwald                  | 08326054 | Schönwald im Schwarzwald   | 2778,44   | 2302                          | 48° 6′ 24″ N, 8° 12′ 6″ O   |
| 086000 | Königsfeld                 | 08326031 | Königsfeld im Schwarzwald  | 244,88    | 1773                          | 48° 8′ 38″ N, 8° 25′ 26″ O  |
| 086001 | Buchenberg                 | 08326031 | Königsfeld im Schwarzwald  | 1765,88   | 964                           | 48° 9′ 22″ N, 8° 23′ 18″ O  |
| 086002 | Burgberg                   | 08326031 | Königsfeld im Schwarzwald  | 263,16    | 571                           | 48° 9′ 12″ N, 8° 26′ 35″ O  |
| 086003 | Erdmannsweiler             | 08326031 | Königsfeld im Schwarzwald  | 300,01    | 815                           | 48° 8′ 42″ N, 8° 27′ 16″ O  |
| 086004 | Neuhausen                  | 08326031 | Königsfeld im Schwarzwald  | 866,56    | 1149                          | 48° 7′ 51″ N, 8° 26′ 40″ O  |
| 086005 | Weiler                     | 08326031 | Königsfeld im Schwarzwald  | 576,15    | 611                           | 48° 10′ 19″ N, 8° 27′ 31″ O |
| 086020 | St. Georgen                | 08326052 | St. Georgen im Schwarzwald | 1278,67   | 9196                          | 48° 7′ 15″ N, 8° 20′ 21″ O  |
| 086021 | Brigach                    | 08326052 | St. Georgen im Schwarzwald | 1041,63   | 1004                          | 48° 7′ 3″ N, 8° 18′ 31″ O   |
| 086022 | Langenschiltach            | 08326052 | St. Georgen im Schwarzwald | 1230,09   | 881                           | 48° 9′ 11″ N, 8° 18′ 41″ O  |
| 086023 | Oberkirnach                | 08326052 | St. Georgen im Schwarzwald | 1191,26   | 259                           | 48° 5′ 25″ N, 8° 18′ 36″ O  |
| 086024 | Peterzell                  | 08326052 | St. Georgen im Schwarzwald | 922,17    | 1507                          | 48° 8′ 12″ N, 8° 22′ 4″ O   |
| 086025 | Stockburg                  | 08326052 | St. Georgen im Schwarzwald | 316,58    | 104                           | 48° 6′ 40″ N, 8° 23′ 20″ O  |
| 086030 | Niedereschach              | 08326041 | Niedereschach              | 1246,76   | 3143                          | 48° 7′ 49″ N, 8° 31′ 15″ O  |
| 086031 | Fischbach                  | 08326041 | Niedereschach              | 1070,77   | 1148                          | 48° 9′ 21″ N, 8° 29′ 38″ O  |
| 086032 | Kappel                     | 08326041 | Niedereschach              | 648,01    | 978                           | 48° 6′ 52″ N, 8° 29′ 49″ O  |
| 086033 | Schabenhausen              | 08326041 | Niedereschach              | 339,87    | 554                           | 48° 7′ 45″ N, 8° 29′ 36″ O  |
| 086040 | Mönchweiler                | 08326037 | Mönchweiler                | 955,57    | 3027                          | 48° 6′ 31″ N, 8° 25′ 10″ O  |
| 086045 | Dauchingen                 | 08326010 | Dauchingen                 | 1002,67   | 3582                          | 48° 5′ 35″ N, 8° 32′ 59″ O  |
| 086050 | Unterkirnach               | 08326065 | Unterkirnach               | 1314,68   | 2383                          | 48° 5′ 3″ N, 8° 21′ 30″ O   |
| 086060 | Herzogenweiler             | 08326074 | Villingen-Schwenningen     | 1000,39   | 190                           | 48° 1′ 28″ N, 8° 21′ 52″ O  |
| 086061 | Marbach                    | 08326074 | Villingen-Schwenningen     | 668,36    | 2051                          | 48° 1′ 57″ N, 8° 29′ 8″ O   |
| 086062 | Mühlhausen                 | 08326074 | Villingen-Schwenningen     | 472,19    | 776                           | 48° 3′ 8″ N, 8° 34′ 38″ O   |
| 086063 | Obereschach                | 08326074 | Villingen-Schwenningen     | 1146,48   | 1768                          | 48° 6′ 28″ N, 8° 27′ 34″ O  |
| 086064 | Pfaffenweiler              | 08326074 | Villingen-Schwenningen     | 884,29    | 2245                          | 48° 1′ 45″ N, 8° 24′ 22″ O  |
| 086065 | Rietheim                   | 08326074 | Villingen-Schwenningen     | 521,77    | 1081                          | 48° 1′ 52″ N, 8° 26′ 52″ O  |
| 086066 | Schwenningen               | 08326074 | Villingen-Schwenningen     | 2039,75   | 31758                         | 48° 3′ 47″ N, 8° 32′ 6″ O   |
| 086067 | Tannheim                   | 08326074 | Villingen-Schwenningen     | 1578,4    | 1329                          | 48° 0′ 1″ N, 8° 23′ 59″ O   |
| 086068 | Villingen                  | 08326074 | Villingen-Schwenningen     | 6776,24   | 36514                         | 48° 4′ 0″ N, 8° 25′ 19″ O   |
| 086069 | Weigheim                   | 08326074 | Villingen-Schwenningen     | 733,87    | 1236                          | 48° 3′ 30″ N, 8° 36′ 19″ O  |
| 086070 | Weilersbach                | 08326074 | Villingen-Schwenningen     | 714,61    | 1286                          | 48° 5′ 30″ N, 8° 30′ 30″ O  |
| 086080 | Tuningen                   | 08326061 | Tuningen                   | 1557,45   | 2858                          | 48° 1′ 43″ N, 8° 36′ 33″ O  |
| 086090 | Kirchdorf                  | 08326075 | Brigachtal                 | 357,29    | 1643                          | 48° 1′ 7″ N, 8° 29′ 1″ O    |
| 086091 | Klengen                    | 08326075 | Brigachtal                 | 1103,53   | 2345                          | 48° 0′ 6″ N, 8° 29′ 21″ O   |
| 086092 | Überauchen                 | 08326075 | Brigachtal                 | 817,35    | 1040                          | 48° 0′ 34″ N, 8° 26′ 33″ O  |
| 086100 | Gütenbach                  | 08326020 | Gütenbach                  | 1847,85   | 1178                          | 48° 2′ 56″ N, 8° 8′ 32″ O   |
| 086110 | Furtwangen                 | 08326017 | Furtwangen im Schwarzwald  | 3063,33   | 6829                          | 48° 3′ 52″ N, 8° 11′ 27″ O  |
| 086111 | Linach                     | 08326017 | Furtwangen im Schwarzwald  | 892,22    | 131                           | 48° 1′ 26″ N, 8° 14′ 33″ O  |
| 086112 | Neukirch                   | 08326017 | Furtwangen im Schwarzwald  | 1805,72   | 943                           | 48° 0′ 58″ N, 8° 10′ 7″ O   |
| 086113 | Rohrbach                   | 08326017 | Furtwangen im Schwarzwald  | 1346,06   | 425                           | 48° 4′ 30″ N, 8° 15′ 19″ O  |
| 086114 | Schönenbach                | 08326017 | Furtwangen im Schwarzwald  | 1143,76   | 925                           | 48° 2′ 39″ N, 8° 14′ 32″ O  |
| 086120 | Vöhrenbach                 | 08326068 | Vöhrenbach                 | 2313,85   | 2715                          | 48° 1′ 58″ N, 8° 18′ 32″ O  |
| 086121 | Hammereisenbach-Bregenbach | 08326068 | Vöhrenbach                 | 1522,13   | 532                           | 47° 59′ 34″ N, 8° 20′ 4″ O  |
| 086122 | Langenbach                 | 08326068 | Vöhrenbach                 | 1098,25   | 292                           | 48° 3′ 50″ N, 8° 17′ 36″ O  |
| 086123 | Urach                      | 08326068 | Vöhrenbach                 | 2107,41   | 359                           | 48° 0′ 8″ N, 8° 15′ 4″ O    |
| 086130 | Dürrheim                   | 08326003 | Bad Dürrheim               | 1255,74   | 7388                          | 48° 1′ 13″ N, 8° 31′ 50″ O  |
| 086131 | Biesingen                  | 08326003 | Bad Dürrheim               | 271,1     | 435                           | 47° 59′ 1″ N, 8° 34′ 48″ O  |
| 086132 | Hochemmingen               | 08326003 | Bad Dürrheim               | 980,7     | 1377                          | 48° 1′ 44″ N, 8° 33′ 53″ O  |
| 086133 | Oberbaldingen              | 08326003 | Bad Dürrheim               | 696,4     | 917                           | 47° 58′ 28″ N, 8° 35′ 38″ O |
| 086134 | Öfingen                    | 08326003 | Bad Dürrheim               | 1135,31   | 760                           | 47° 59′ 26″ N, 8° 38′ 6″ O  |
| 086135 | Sunthausen                 | 08326003 | Bad Dürrheim               | 769,96    | 802                           | 48° 0′ 9″ N, 8° 35′ 41″ O   |
| 086136 | Unterbaldingen             | 08326003 | Bad Dürrheim               | 1093,81   | 632                           | 47° 57′ 40″ N, 8° 36′ 45″ O |
| 086150 | Donaueschingen             | 08326012 | Donaueschingen             | 3243,63   | 14867                         | 47° 57′ 40″ N, 8° 28′ 27″ O |
| 086151 | Aasen                      | 08326012 | Donaueschingen             | 1371,83   | 1254                          | 47° 58′ 57″ N, 8° 32′ 35″ O |
| 086152 | Grüningen                  | 08326012 | Donaueschingen             | 610,48    | 734                           | 47° 58′ 59″ N, 8° 28′ 0″ O  |
| 086153 | Heidenhofen                | 08326012 | Donaueschingen             | 265,17    | 206                           | 47° 59′ 32″ N, 8° 33′ 55″ O |
| 086154 | Hubertshofen               | 08326012 | Donaueschingen             | 660,43    | 398                           | 47° 57′ 33″ N, 8° 22′ 57″ O |
| 086155 | Neudingen                  | 08326012 | Donaueschingen             | 1150,78   | 643                           | 47° 54′ 35″ N, 8° 34′ 36″ O |
| 086156 | Pfohren                    | 08326012 | Donaueschingen             | 1567,11   | 1492                          | 47° 56′ 34″ N, 8° 33′ 25″ O |
| 086157 | Wolterdingen               | 08326012 | Donaueschingen             | 1591,21   | 1671                          | 47° 58′ 32″ N, 8° 24′ 46″ O |
| 086170 | Bräunlingen                | 08326006 | Bräunlingen                | 3727,76   | 4238                          | 47° 56′ 24″ N, 8° 23′ 57″ O |
| 086171 | Döggingen                  | 08326006 | Bräunlingen                | 1194,07   | 1047                          | 47° 53′ 46″ N, 8° 26′ 5″ O  |
| 086172 | Mistelbrunn                | 08326006 | Bräunlingen                | 369,52    | 81                            | 47° 57′ 19″ N, 8° 21′ 22″ O |
| 086173 | Unterbränd                 | 08326006 | Bräunlingen                | 304,18    | 333                           | 47° 55′ 57″ N, 8° 21′ 24″ O |
| 086174 | Waldhausen                 | 08326006 | Bräunlingen                | 612,76    | 228                           | 47° 55′ 17″ N, 8° 23′ 52″ O |
| 086180 | Hüfingen                   | 08326027 | Hüfingen                   | 1931,07   | 5104                          | 47° 55′ 18″ N, 8° 29′ 1″ O  |
| 086181 | Behla                      | 08326027 | Hüfingen                   | 568,42    | 462                           | 47° 53′ 41″ N, 8° 31′ 3″ O  |
| 086182 | Fürstenberg                | 08326027 | Hüfingen                   | 955,54    | 478                           | 47° 53′ 24″ N, 8° 34′ 24″ O |
| 086183 | Hausen                     | 08326027 | Hüfingen                   | 449,03    | 515                           | 47° 53′ 32″ N, 8° 29′ 6″ O  |
| 086184 | Mundelfingen               | 08326027 | Hüfingen                   | 1527,55   | 688                           | 47° 52′ 3″ N, 8° 28′ 5″ O   |
| 086185 | Sumpfohren                 | 08326027 | Hüfingen                   | 416,14    | 273                           | 47° 54′ 38″ N, 8° 32′ 7″ O  |
| 086190 | Blumberg                   | 08326005 | Blumberg                   | 1371,13   | 5930                          | 47° 50′ 11″ N, 8° 33′ 3″ O  |
| 086191 | Achdorf                    | 08326005 | Blumberg                   | 1213,61   | 441                           | 47° 51′ 0″ N, 8° 29′ 50″ O  |
| 086192 | Epfenhofen                 | 08326005 | Blumberg                   | 455,31    | 280                           | 47° 48′ 58″ N, 8° 33′ 23″ O |
| 086193 | Fützen                     | 08326005 | Blumberg                   | 1804,88   | 693                           | 47° 48′ 2″ N, 8° 32′ 3″ O   |
| 086194 | Hondingen                  | 08326005 | Blumberg                   | 1023,34   | 591                           | 47° 51′ 56″ N, 8° 34′ 27″ O |
| 086195 | Kommingen                  | 08326005 | Blumberg                   | 454,07    | 240                           | 47° 49′ 4″ N, 8° 36′ 19″ O  |
| 086196 | Nordhalden                 | 08326005 | Blumberg                   | 356,24    | 162                           | 47° 48′ 22″ N, 8° 35′ 39″ O |
| 086197 | Riedböhringen              | 08326005 | Blumberg                   | 1324,33   | 938                           | 47° 52′ 4″ N, 8° 32′ 4″ O   |
| 086198 | Riedöschingen              | 08326005 | Blumberg                   | 1860,4    | 705                           | 47° 50′ 51″ N, 8° 36′ 27″ O |